# Balbir Singh (septembre 1945)
Pour les articles homonymes, voir Balbir Singh et Singh.
Balbir Singh, né le 21 septembre 1945 à Faisalabad, est un joueur indien de hockey sur gazon.

## Biographie
Il participe avec l'équipe nationale de hockey aux Jeux olympiques d'été de 1968, remportant la médaille de bronze. 
Il est le frère du joueur de hockey sur gazon Gurbux Singh.